# Alexander Decker (Volleyballspieler)
Alexander Decker (* 15. Juni 1998) ist ein deutscher Volleyballspieler.

## Karriere
Decker begann seine Karriere in seinem Heimatort Baden, einem Ortsteils Achim bei Bremen beim TV Baden. Mit seiner Badener Jugendmannschaft erreichte er bei den Deutschen Meisterschaften 2011 in Angermünde mit der U14 den 7. Platz, 2013 mit der U16 in Angermünde den 5. Platz und 2015 mit der U18 den 5. Platz in Dachau. 2015 trat er bei der U18 Nordwestdeutschen Beachvolleyballmeisterschaft mit seinem Partner Simon Bischoff an und wurde Vizemeister. In der Zweiten Liga Nord spielte er von 2018 bis 2022. Nach der Saison 2021/22 mussten sich die Badener aus der Liga zurückziehen. Decker wechselte daraufhin zum Ligakonkurrenten VC Bitterfeld-Wolfen. In der Saison 2022/23 schaffte der Verein als Tabellendritter den Aufstieg in die erste Liga. Im DVV-Pokal 2023/24 unterlag Bitterfeld-Wolfen im Viertelfinale gegen die SVG Lüneburg. In der Bundesliga erreichte der Verein als Tabellensiebter die Playoffs. In der Saison 2024/2025 kehrte er zu seinem Heimatverein TV Baden zurück.